# Фигуров, Пётр Павлович
Пётр Павлович Фигуров (1859 (в некоторых источниках называется 1866 год), Рязань — 1 февраля 1925 (в некоторых источниках называется 1926 год), Москва) — оперный певец (драматический баритон) и артист оперетты.

## Биография
Родился в семье коллежского секретаря. С 14 лет работал театральным рабочим в московском Большом театре.
В 1882—1887 гг. — студент Московской консерватории.
После окончания консерватории поступил в опереточную антрепризу к И. Я. Сетову, с которой выступал один год в Петербурге, а потом в Киеве, где под его руководством подготовил несколько оперных партий.
В 1888 году был принят в московский императорский Большой театр, там он проработал солистом оперы до 1916 года, но с перерывами. В 1893 году выступал в опереттах в театре известного антрепренёра Г. Парадиза (ныне в этом здании находится Московский академический театр им. Вл. Маяковского, а тогда было театральное помещение, арендовавшееся различными частными труппами). Но через три года, в 1900 году, певец вновь вернулся в императорскую оперную труппу Большого театра, где прослужил до 1916 года.
15 января 1916 г. после первого акта Чародейки на сцене  Большого театра, при закрытом занавесе состоялось торжественное чествование баритона Пётра Павловича Фигурова по случаю 20-летия его службы в Большом театре. 
Растроганный юбиляр в благодарной речи вспоминал как он попал в Большой театр. Еще будучи 14-летним мальчиком-гимназистом я пришел в Москву пешком из Рязани, чтобы попасть в артисты Большого театра. Разумеется, мне это тогда не удалось. Но в Большой театр хотя и не артистом я все-таки попал немедленно. Я поступил сюда простым театральным рабочим, прослужил много лет газовщиком (тогда Большой театр освещался газом), скопил денег и подал прошение в консерваторию. Меня приняли. После окончания консерватории я вошел в Большой театр уже не рабочим, а артистом. 
Выступал в концертах. Пел п/у У. И. Авранека, И. К. Альтани, А. С. Аренского, В. Н. Всеволожского, Э. А. Купера, Д. И. Похитонова, С. В. Рахманинова, В. И. Сука.
В 1920 году при участии Фигурова в Новочеркасске, где певец бывал у своего племянника композитора А. П. Артамонова, была открыта Донская консерватория, позже преобразованная в музыкальный техникум, а затем превратившаяся в музыкальную школу имени П. И. Чайковского.
В последние годы лето проводил на собственной даче под названием «Желанная» в Ессентуках, где создал музыкальный салон и устраивал музыкальные концерты, комнаты этой дачи Фигуров и его жена сдавали с полным пансионом деятелям культуры, а многие приезжали туда в гости: Ф. И. Шаляпин, А. В. Нежданова, С. Е. Трезвинский, А. В. Секар-Рожанский, кавказский музыкальный деятель и рецензент В. Д. Корганов, оперный режиссёр В. П. Шкафер, драматург и режиссёр Александринского театра Е. П. Карпов, композитор А. Гречанинов, певица Н. П. Кошиц, дирижёр С. Кусевицкий, С. Рахманинов, В. И. Сафонов, Л. В. Собинов, К. Станиславский и М. П. Лилина, А. А. Яблочкина, писательница М. Шагинян. Хозяин увлекался кулинарией и потому часто угощал своих именитых постояльцев приготовленным собственноручно угощением, среди блюд значились, например, «котлеты а-ля Шаляпин» из курицы с грибами и гарниром из моченых яблок, причем яблоки обязательно должны были быть из собственного сада при усадьбе; или «рахманиновские блинчики» со сладким творогом, изюмом и ванильной подливкой из белой черешни. Недавно эта дача, представлявшая немалый интерес и для истории культуры края, и для всей музыкальной культуры России, была снесена.

## Оперные образы, созданные на сцене Большого театра
- 1888 — «Борис Годунов» М. Мусоргского, 2-я ред. — Андрей Щелкалов (впервые в Большом театре)
- 1890 — «Сон на Волге» А. С. Аренского — Дюжий (первое исполнение)
- 1892 — «Ролла» А. Симона — Манрико и Теобальд (первое исполнение)
- 1892 — «Лакме» Л. Делиба — Хаджи (впервые в Большом театре)
- 1893 — «Снегурочка» Н. Римского-Корсакова — Леший (впервые в Большом театре)
- 1901 — «Сын мандарина» Ц. Кюи — Кау-Цинг, Син-Син-Гу/Трактирщик (впервые в Большом театре)
- 1906 — «Садко» Н. Римского-Корсакова — Старчище (впервые в Большом театре)
- 1909 — «Зимняя сказка» К. Гольдмарка — Антигон (впервые на русской сцене)
- 1912 — «Хованщина» М. Мусоргского — Кузька (впервые в Большом театре)
- 1913 — «Сказка о царе Салтане» Н. Римского-Корсакова — Скоморох (впервые в Большом театре)
- «Руслан и Людмила» М. Глинки — Руслан
- «Князь Игорь» А. Бородина — Князь Игорь
- «Демон» А. Рубинштейна — Демон
- «Вражья сила» А. Серова — Пётр
- «Дубровский» Э. Направника — Кирилл Троекуров
- «Мазепа» П. Чайковского — Василий Леонтьевич Кочубей
- «Пиковая дама» П. Чайковского — Граф Томский и Князь Елецкий
- «Евгений Онегин» П. Чайковского — Евгений Онегин
- «Ледяной дом» А. Корещенко — Мусин-Пушкин
- «Волшебная флейта» В. А. Моцарта — Папагено
- «Фауст» Ш. Гуно — Валентин
- «Гугеноты» Дж. Мейербера — Граф де Невер
- «Африканка» Дж. Мейербера — Нелюско
- «Кармен» Ж. Бизе — Эскамилио
- «Аида» Дж. Верди — Амонасро
- «Риголетто» Дж. Верди — Риголетто
- «Отелло» Дж. Верди — Яго
- «Паяцы» Р. Леонкавалло — Тонио
- «Тангейзер» Р. Вагнера — Вольфрам фон Эшенбах
- «Летучий голландец» Р. Вагнера — Голландец